# ألويسيوس أناجوني
ألويسيوس أناجوني (بالإنجليزية: Aloysius Anagonye)‏ مواليد 10 فبراير 1981 في ساوثفيلد، هو لاعب كرة سلة أمريكي. بدأ مسيرته الاحترافية في سنة 2003. يحمل الرقم 17.

## المسيرة الاحترافية
لعب مع أوليمبيا في موسم 2003–2004، ثم لعب مع دون بوسكو ليفورنو في الدوري الإيطالي في موسم 2004–2005، ثم لعب مع جوفينتوت بادالونا في الدوري الإسباني في موسم 2005–2006، ثم لعب مع لوس أنجلوس ديفيندرز في موسم 2006–2007، ثم لعب مع سوتور باسكت مونتيجرانارو في سنة 2007، ثم لعب مع أورليان لواريت في الدوري الفرنسي في موسم 2007–2008، ثم لعب مع أوليمبيا في موسم 2010–2011، ثم لعب مع بلد الوليد في الدوري الإسباني في موسم 2011–2012.

## روابط خارجية
- ألويسيوس أناجوني على موقع الاتحاد الدولي لكرة السلة (الإنجليزية)
- ألويسيوس أناجوني على موقع الدوري الأوروبي لكرة السلة (الإنجليزية)
- ألويسيوس أناجوني على موقع الدوري الإسباني لكرة السلة (الإسبانية)
- ألويسيوس أناجوني على موقع كرة السلة الأوروبية.كوم (الإنجليزية)
- ألويسيوس أناجوني على موقع كلية كرة السلة في سبورتس رفرنس.كوم (الإنجليزية)
- ألويسيوس أناجوني على موقع ريلجم (الإنجليزية)
- ألويسيوس أناجوني على موقع بروبوليرز (الإنجليزية)
- ألويسيوس أناجوني على موقع سبورتس رفرنس (الإنجليزية)
- ألويسيوس أناجوني على موقع سبورتس رفرنس (الإنجليزية)